# Donauwörth
Donauwörth é uma cidade na região administrativa de Suábia, na Baviera, Alemanha.
Donauwörth é a capital do distrito Donau-Ries e está situada na margem do rio Danúbio. É chamada "a Pérola do Danúbio bávaro" e faz parte do circuito turístico denominado "Rota Romântica".
É historicamente importante para a Alemanha como local dos incidentes que conduziram à Guerra dos Trinta Anos (1618-1648). Em 1606, a maioria luterana impediu os residentes católicos de fazer uma procissão, causando um violento confronto.
Donauwörth foi também cenário da Batalha de Schellenberg em 1704, durante a Guerra da Sucessão Espanhola (1702-1713).